# João Pimenta da Veiga
João Pimenta da Veiga (Nepomuceno, 11 de abril de 1910 — Itaguara, 23 de agosto de 1960) foi um advogado, professor, escritor e político brasileiro.

## Biografia
Filho de Vicente Ribeiro de Oliveira Costa e Alexandrina Vieira Costa, estudou no Ginásio São Luís (Alfenas), no Instituto Gammon (Lavras) e no Ginásio Mineiro (Barbacena), antes de transferir-se para Belo Horizonte, onde trabalhou como agente estatístico. Indicado pelo então deputado federal Carlos Luz, assumiu o cargo de fiscal do Instituto dos Comerciários em 1934.
Após o término do Estado Novo, filiou-se ao recém-criado PSD, atuando como delegado do partido junto ao Tribunal Regional Eleitoral de Minas Gerais, além de ter sido chefe de Polícia durante o período em que João Tavares Correia Beraldo foi o interventor federal do estado em 1946. Em 1956, com a posse de José Francisco Bias Fortes como novo governador de Minas Gerais, chefiou o gabinete do chefe do Executivo estadual durante 2 anos.
Eleito deputado federal em 1958, foi o vice-líder do PSD na Câmara dos Deputados.

## Morte
O mandato de Pimenta, no entanto, foi curto: em 23 de agosto de 1960, sofreu um acidente automobilístico no município de Itaguara, aos 50 anos de idade. Para seu lugar, foi efetivado Jaeder Albergaria, do mesmo partido.

## Vida pessoal
Foi casado com Edite Paraíso Pimenta da Veiga, com quem teve 4 filhos, entre eles Pimenta da Veiga, que foi deputado federal entre 1977 e 1988 (voltando para um curto período em 1999), prefeito de Belo Horizonte entre 1989 e 1990 e Ministro das Comunicações no segundo mandato de Fernando Henrique Cardoso.

## Obras
- O caso do sargento Ananias